# 亨利·弗兰西斯·赖特
亨利·弗兰西斯·赖特（Henry Francis Lyte，1793年6月1日—1847年11月20日）是一位英国圣公会牧师和圣诗作者。 
1793年，赖特出生在苏格兰，父亲是一名爱冒险的海军军官，家族来自英格兰西南部的Somerset。1804年，全家迁往爱尔兰，他在弗马纳郡恩尼斯基伦的Portora皇家学校和都柏林三一学院接受教育。1815年获得圣公会圣职，在Wexford附近担任副牧师。1817年担任康沃尔的副牧师时，与来自爱尔兰Monaghan的安妮结婚。由于身体欠佳而来到英格兰，几次迁居后，在1823年来到德文郡一个渔村下Brixham，帮助教育罗伯特·盖斯科因-塞西尔，第三代索尔斯伯利侯爵，他至少三次担任英国首相。 
他一生身体欠佳，患有肺结核，也许是因为北欧潮湿的气候。他经常访问欧洲大陆，坚持写作，大部分是圣诗。1844年他的身体崩溃。他在临终前2周创作了最著名的作品与我同住（Abide With Me）。1847年，他在法国南部的尼斯去世，享年54岁，并葬在那裡。
- 与我同住，夕阳西沉迅速；
- 耶稣，我今背起十架；
- Praise, my soul, the King of Heaven; and
- Pleasant are Thy courts above.